# Teratobaikalia macrostoma
Teratobaikalia macrostoma е вид коремоного от семейство Amnicolidae.

## Разпространение
Този вид сладководен охлюв е разпространен в северните и централните части на езерото Байкал, на дълбочина от 2 до 100 метра.